# José Marques
José Marques (Roussas, Melgaço, 12 de agosto de 1937-29 de janeiro de 2021 (83 anos) foi um sacerdote católico, cónego da Arquidiocese de Braga (1987 ss.) e professor catedrático da Faculdade de Letras da Universidade do Porto.
Tem uma importante obra de investigação a respeito da história religiosa de Portugal, mais especificamente no Norte do País durante a Idade Média. Foi fundador do Curso de Especialização em Ciências Documentais (1985-2003) da Faculdade de Letras da Universidade do Porto e coordenador, até Fevereiro de 2003, da sua Secção de Ciências Documentais (depois designada como Ciência da Informação).